# 1. Fußball- und Sportverein Mainz 05 2004-2005
Questa voce raccoglie le informazioni riguardanti il 1. Fußball- und Sportverein Mainz 05 nelle competizioni ufficiali della stagione 2004-2005.

## Stagione
Nella stagione 2004-2005 il Magonza, allenato da Jürgen Klopp, concluse il campionato di Bundesliga all'11º posto. In Coppa di Germania il Magonza fu eliminato al secondo turno dal Karlsruhe.

## Rosa
| N. |                               | Ruolo | Calciatore          |
| -- | ----------------------------- | ----- | ------------------- |
| 1  | Germania (bandiera)           | P     | Dimo Wache          |
| 2  | Svizzera (bandiera)           | D     | Marco Walker        |
| 3  | Germania (bandiera)           | C     | Michael Falkenmayer |
| 4  | Macedonia del Nord (bandiera) | D     | Nikolče Noveski     |
| 6  | Germania (bandiera)           | C     | Hanno Balitsch      |
| 7  | Germania (bandiera)           | A     | Benjamin Auer       |
| 8  | Germania (bandiera)           | C     | Fabian Gerber       |
| 9  | Germania (bandiera)           | C     | Dennis Weiland      |
| 10 | Germania (bandiera)           | D     | Manuel Friedrich    |
| 14 | Germania (bandiera)           | C     | Jürgen Kramny       |
| 15 | Germania (bandiera)           | A     | Christoph Teinert   |
| 16 | Germania (bandiera)           | A     | Claudius Weber      |
| 17 | Germania (bandiera)           | D     | Marco Rose          |
| 18 | Croazia (bandiera)            | D     | Robert Nikolic      |
| 19 | Germania (bandiera)           | C     | Christof Babatz     |

| N. |                        | Ruolo | Calciatore         |
| -- | ---------------------- | ----- | ------------------ |
| 20 | Serbia (bandiera)      | A     | Ranisav Jovanović  |
| 21 | Stati Uniti (bandiera) | A     | Conor Casey        |
| 22 | Germania (bandiera)    | A     | Niclas Weiland     |
| 23 | Germania (bandiera)    | P     | Sven Hoffmeister   |
| 24 | Germania (bandiera)    | D     | Benjamin Weigelt   |
| 25 | Brasile (bandiera)     | C     | Antônio da Silva   |
| 26 | Ungheria (bandiera)    | D     | Tamás Bódog        |
| 27 | Germania (bandiera)    | A     | Michael Thurk      |
| 28 | Germania (bandiera)    | D     | Mathias Abel       |
| 29 | Germania (bandiera)    | P     | Christian Wetklo   |
| 31 | Germania (bandiera)    | D     | Christian Demirtas |
| 34 | Germania (bandiera)    | D     | Christopher Ihm    |
| 36 | Germania (bandiera)    | C     | Murat Doymus       |
| 43 | Germania (bandiera)    | D     | Dennis Probst      |

## Organigramma societario
Area tecnica
- Allenatore: Jürgen Klopp
- Allenatore in seconda: Željko Buvač
- Preparatore dei portieri: Stephan Kuhnert
- Preparatori atletici: Axel Busenkell, Christopher Rohrbeck

## Calciomercato

### Sessione estiva
| Acquisti | Acquisti          | Acquisti        | Acquisti |
| R.       | Nome              | da              | Modalità |
| -------- | ----------------- | --------------- | -------- |
| A        | Conor Casey       | Karlsruhe       |          |
| A        | Ranisav Jovanović | Dinamo Dresda   |          |
| D        | Nikolče Noveski   | Erzgebirge Aue  |          |
| D        | Benjamin Weigelt  | Rot-Weiss Essen |          |

| Cessioni | Cessioni          | Cessioni                 | Cessioni |
| R.       | Nome              | da                       | Modalità |
| -------- | ----------------- | ------------------------ | -------- |
| D        | Spasoje Bulajič   | Mura                     |          |
| C        | Stefan Kühne      | Holstein Kiel            |          |
| C        | Sandro Schwarz    | Rot-Weiss Essen          |          |
| C        | Giovanni Speranza | Eintracht Francoforte II |          |
| C        | Rajko Tavčar      | Unterhaching             |          |
| A        | Michael Thurk     | Energie Cottbus          |          |
| C        | Torsten Ziegner   | Carl Zeiss Jena          |          |

### Sessione invernale
| Acquisti | Acquisti       | Acquisti         | Acquisti |
| R.       | Nome           | da               | Modalità |
| -------- | -------------- | ---------------- | -------- |
| C        | Hanno Balitsch | Bayer Leverkusen |          |

| Cessioni | Cessioni        | Cessioni        | Cessioni |
| R.       | Nome            | da              | Modalità |
| -------- | --------------- | --------------- | -------- |
| C        | Markus Dworrak  | Rot-Weiß Erfurt |          |
| C        | Mimoun Azaouagh | Schalke 04      |          |

## Risultati

### Bundesliga

#### Girone di andata
| Arbitro: | Meyer |

|                                 |           |                      |
| Cacau 20’, 30’, 78’ Meißner 51’ | Marcatori | 48’ Babatz 75’ Bódog |

| Arbitro: | Albrecht |

|                |           |            |
| Silva 49’, 53’ | Marcatori | 28’ Buyten |

| Arbitro: | Brych |

|           |           |            |
| Bobic 68’ | Marcatori | 78’ Kramny |

| Arbitro: | Sippel |

|                      |           |  |
| Weiland 65’ Auer 68’ | Marcatori |  |

| Arbitro: | Schmidt |

|             |           |              |
| Buckley 64’ | Marcatori | 82’ Azaouagh |

| Arbitro: | Wack |

|          |           |           |
| Auer 55’ | Marcatori | 8’ Koller |

| Arbitro: | Kemmling |

|                  |           |                     |
| Tskitishvili 70’ | Marcatori | 22’ Gerber 90’ Rose |

| Arbitro: | Fleischer |

|                      |           |                |
| Weiland 83’ Auer 90’ | Marcatori | 56’ Charisteas |

| Arbitro: | Gagelmann |

|                        |           |             |
| Lincoln 25’ Ailton 70’ | Marcatori | 60’ Weiland |

| Arbitro: | Meyer |

|                                   |           |               |
| Gerber 53’ Weiland 69’ Kramny 90’ | Marcatori | 80’ Arvidsson |

| Arbitro: | Jansen |

|                                         |           |                               |
| Petrov 44’ (rig.), 45’, 57’ (rig.), 62’ | Marcatori | 15’ Abel 16’ Casey 75’ Babatz |

| Arbitro: | Keßler |

|             |           |             |
| Noveski 57’ | Marcatori | 13’ Svěrkoš |

| Arbitro: | Fleischer |

|                               |           |  |
| Christiansen 34’ Schröter 50’ | Marcatori |  |

| Arbitro: | Wack |

|           |           |  |
| Silva 19’ | Marcatori |  |

| Arbitro: | Gagelmann |

|                                               |           |                      |
| Pizarro 13’ Scholl 34’ Makaay 45’ Ballack 88’ | Marcatori | 83’ Babatz 90’ Weber |

| Arbitro: | Stark |

|                              |           |  |
| Abel 19’ (aut.) Kosowski 59’ | Marcatori |  |

| Arbitro: | Jansen |

|  |           |             |
|  | Marcatori | 10’ Schroth |

#### Girone di ritorno
| Arbitro: | Weiner |

|                        |           |                                     |
| Gerber 13’ Teinert 90’ | Marcatori | 50’ (aut.) Wache 54’ Hleb 66’ Cacau |

| Arbitro: | Wack |

|                        |           |          |
| Barbarez 32’ Lauth 80’ | Marcatori | 40’ Auer |

| Arbitro: | Sippel |

|  |           |                                |
|  | Marcatori | 26’, 76’ Baştürk 69’ Neuendorf |

| Arbitro: | Kinhöfer |

|                          |           |  |
| Freier 64’ Krzynówek 69’ | Marcatori |  |

| Magonza 19 febbraio 2005, ore 15:30 CET 22ª giornata | Magonza   | 0 – 0 referto | Arminia Bielefeld | Stadion am Bruchweg (20 300 spett.)\| Arbitro: \| Gagelmann \| |
| Arbitro:                                             | Gagelmann |               |                   |                                                                |

| Arbitro: | Brych |

|                                    |           |  |
| Smolarek 28’ Koller 54’ Ricken 74’ | Marcatori |  |

| Arbitro: | Weiner |

|                                                                |           |  |
| Gerber 23’ Friedrich 26’ Babatz 42’ (rig.) Silva 71’ Thurk 82’ | Marcatori |  |

| Brema 12 marzo 2005, ore 15:30 CET 25ª giornata | Werder Brema | 0 – 0 referto | Magonza | Weserstadion (39 301 spett.)\| Arbitro: \| Sippel \| |
| Arbitro:                                        | Sippel       |               |         |                                                      |

| Arbitro: | Fröhlich |

|                     |           |                    |
| Gerber 1’ Thurk 79’ | Marcatori | 70’ (rig.) Lincoln |

| Arbitro: | Kircher |

|                            |           |  |
| Rasmussen 41’ Hartmann 58’ | Marcatori |  |

| Arbitro: | Kinhöfer |

|  |           |                         |
|  | Marcatori | 64’ Brdarić 78’ Schnoor |

| Arbitro: | Fleischer |

|              |           |           |
| Neuville 51’ | Marcatori | 90’ Thurk |

| Arbitro: | Stark |

|                     |           |  |
| Abel 23’ Gerber 80’ | Marcatori |  |

| Arbitro: | Fröhlich |

|                          |           |                                                              |
| Lokvenc 26’ Bechmann 87’ | Marcatori | 6’ Auer 60’ Thurk 65’ Gerber 68’ Silva 77’ Weigelt 84’ Casey |

| Arbitro: | Wagner |

|                    |           |                                  |
| Auer 34’ Thurk 59’ | Marcatori | 17’, 82’, 89’ Makaay 43’ Ballack |

| Arbitro: | Fandel |

|                                         |           |                                   |
| Abel 29’ Mettomo 47’ (aut.) Noveski 57’ | Marcatori | 35’ Amanatidīs 86’ (aut.) Noveski |

| Arbitro: | Kircher |

|                   |           |                       |
| Mintál 18’ (rig.) | Marcatori | 15’ Weiland 87’ Thurk |

### Coppa di Germania
| Arbitro: | Schalk |

|                           |           |                                                   |
| Rogosic 45’ Coulibaly 71’ | Marcatori | 23’, 72’ Casey 26’ Weiland 40’ Weiland 61’ Gerber |

| Arbitro: | Fandel |

|                      |                      |                    |
| Dundee 82’           | Marcatori            | 60’ Azaouagh       |
| Saenko Dick Kapllani | Tiri di rigore 3 – 0 | Silva Casey Kramny |

## Statistiche

### Statistiche di squadra
| Competizione      | Punti | In casa | In casa | In casa | In casa | In casa | In casa | In trasferta | In trasferta | In trasferta | In trasferta | In trasferta | In trasferta | Totale | Totale | Totale | Totale | Totale | Totale | DR |
| Competizione      | Punti | G       | V       | N       | P       | Gf      | Gs      | G            | V            | N            | P            | Gf           | Gs           | G      | V      | N      | P      | Gf     | Gs     | DR |
| ----------------- | ----- | ------- | ------- | ------- | ------- | ------- | ------- | ------------ | ------------ | ------------ | ------------ | ------------ | ------------ | ------ | ------ | ------ | ------ | ------ | ------ | -- |
| Bundesliga        | 43    | 17      | 9       | 3       | 5       | 28      | 21      | 17           | 3            | 4            | 10           | 22           | 34           | 34     | 12     | 7      | 15     | 50     | 55     | -5 |
| Coppa di Germania | -     | 0       | 0       | 0       | 0       | 0       | 0       | 2            | 1            | 1            | 0            | 6            | 3            | 2      | 1      | 1      | 0      | 6      | 3      | +3 |
| Totale            | 43    | 17      | 9       | 3       | 5       | 28      | 21      | 19           | 4            | 5            | 10           | 28           | 37           | 36     | 13     | 8      | 15     | 56     | 58     | -2 |

### Andamento in campionato
| Giornata  | 1  | 2  | 3  | 4 | 5 | 6 | 7 | 8 | 9 | 10 | 11 | 12 | 13 | 14 | 15 | 16 | 17 | 18 | 19 | 20 | 21 | 22 | 23 | 24 | 25 | 26 | 27 | 28 | 29 | 30 | 31 | 32 | 33 | 34 |
| --------- | -- | -- | -- | - | - | - | - | - | - | -- | -- | -- | -- | -- | -- | -- | -- | -- | -- | -- | -- | -- | -- | -- | -- | -- | -- | -- | -- | -- | -- | -- | -- | -- |
| Luogo     | T  | C  | T  | C | T | C | T | C | T | C  | T  | C  | T  | C  | T  | T  | C  | C  | T  | C  | T  | C  | T  | C  | T  | C  | T  | C  | T  | C  | T  | C  | C  | T  |
| Risultato | P  | V  | N  | V | N | N | V | V | P | V  | P  | N  | P  | V  | P  | P  | P  | P  | P  | P  | P  | N  | P  | V  | N  | V  | P  | P  | N  | V  | V  | P  | V  | V  |
| Posizione | 16 | 11 | 10 | 4 | 5 | 5 | 5 | 3 | 5 | 5  | 7  | 7  | 9  | 7  | 11 | 11 | 11 | 12 | 14 | 15 | 15 | 15 | 15 | 14 | 15 | 13 | 13 | 14 | 14 | 14 | 13 | 14 | 12 | 11 |

Legenda:

Luogo: C = Casa; T = Trasferta. Risultato: V = Vittoria; N = Pareggio; P = Sconfitta.

### Statistiche dei giocatori
| Giocatore      | Bundesliga | Bundesliga | Bundesliga  | Bundesliga | Coppa di Germania | Coppa di Germania | Coppa di Germania | Coppa di Germania | Totale   | Totale | Totale      | Totale     |
| Giocatore      | Presenze   | Reti       | Ammonizioni | Espulsioni | Presenze          | Reti              | Ammonizioni       | Espulsioni        | Presenze | Reti   | Ammonizioni | Espulsioni |
| -------------- | ---------- | ---------- | ----------- | ---------- | ----------------- | ----------------- | ----------------- | ----------------- | -------- | ------ | ----------- | ---------- |
| M. Abel        | 24         | 3          | 2           | 0          | 1                 | 0                 | 0                 | 0                 | 25       | 3      | 2           | 0          |
| B. Auer        | 31         | 6          | 0           | 0          | 2                 | 0                 | 0                 | 0                 | 33       | 6      | 0           | 0          |
| M. Azaouagh    | 8          | 1          | 3           | 0          | 2                 | 1                 | 0                 | 0                 | 10       | 2      | 3           | 0          |
| C. Babatz      | 34         | 4          | 4           | 0          | 1                 | 0                 | 0                 | 0                 | 35       | 4      | 4           | 0          |
| H. Balitsch    | 14         | 0          | 5           | 0          | 0                 | 0                 | 0                 | 0                 | 14       | 0      | 5           | 0          |
| T. Bódog       | 12         | 1          | 0           | 0          | 2                 | 0                 | 2                 | 0                 | 14       | 1      | 2           | 0          |
| C. Casey       | 28         | 2          | 4           | 0          | 2                 | 2                 | 0                 | 0                 | 30       | 4      | 4           | 0          |
| C. Demirtas    | 3          | 0          | 0           | 0          | 0                 | 0                 | 0                 | 0                 | 3        | 0      | 0           | 0          |
| M. Doymus      | 0          | 0          | 0           | 0          | 0                 | 0                 | 0                 | 0                 | 0        | 0      | 0           | 0          |
| M. Dworrak     | 3          | 0          | 0           | 0          | 0                 | 0                 | 0                 | 0                 | 3        | 0      | 0           | 0          |
| M. Falkenmayer | 0          | 0          | 0           | 0          | 0                 | 0                 | 0                 | 0                 | 0        | 0      | 0           | 0          |
| M. Friedrich   | 33         | 1          | 5           | 0          | 2                 | 0                 | 0                 | 0                 | 35       | 1      | 5           | 0          |
| F. Gerber      | 30         | 7          | 1           | 0          | 2                 | 1                 | 0                 | 0                 | 32       | 8      | 1           | 0          |
| S. Hoffmeister | 0          | 0          | 0           | 0          | 0                 | 0                 | 0                 | 0                 | 0        | 0      | 0           | 0          |
| C. Ihm         | 0          | 0          | 0           | 0          | 0                 | 0                 | 0                 | 0                 | 0        | 0      | 0           | 0          |
| R. Jovanović   | 16         | 0          | 1           | 0          | 0                 | 0                 | 0                 | 0                 | 16       | 0      | 1           | 0          |
| J. Kramny      | 20         | 2          | 2           | 1          | 1                 | 0                 | 0                 | 0                 | 21       | 2      | 2           | 1          |
| R. Nikolic     | 15         | 0          | 2           | 0          | 2                 | 0                 | 0                 | 0                 | 17       | 0      | 2           | 0          |
| N. Noveski     | 27         | 2          | 3           | 0          | 0                 | 0                 | 0                 | 0                 | 27       | 2      | 3           | 0          |
| D. Probst      | 0          | 0          | 0           | 0          | 0                 | 0                 | 0                 | 0                 | 0        | 0      | 0           | 0          |
| M. Rose        | 18         | 1          | 2           | 1          | 1                 | 0                 | 0                 | 0                 | 19       | 1      | 2           | 1          |
| A. Silva       | 32         | 5          | 0           | 0          | 2                 | 0                 | 0                 | 0                 | 34       | 5      | 0           | 0          |
| C. Teinert     | 10         | 1          | 1           | 0          | 0                 | 0                 | 0                 | 0                 | 10       | 1      | 1           | 0          |
| M. Thurk       | 13         | 6          | 1           | 0          | 0                 | 0                 | 0                 | 0                 | 13       | 6      | 1           | 0          |
| D. Wache       | 28         | 0          | 2           | 0          | 2                 | 0                 | 0                 | 0                 | 30       | 0      | 2           | 0          |
| M. Walker      | 0          | 0          | 0           | 0          | 0                 | 0                 | 0                 | 0                 | 0        | 0      | 0           | 0          |
| C. Weber       | 8          | 1          | 0           | 0          | 1                 | 0                 | 0                 | 0                 | 9        | 1      | 0           | 0          |
| B. Weigelt     | 21         | 1          | 3           | 0          | 1                 | 0                 | 0                 | 0                 | 22       | 1      | 3           | 0          |
| D. Weiland     | 12         | 0          | 2           | 0          | 2                 | 1                 | 2                 | 0                 | 14       | 1      | 4           | 0          |
| N. Weiland     | 28         | 5          | 5           | 0          | 2                 | 1                 | 0                 | 0                 | 30       | 6      | 5           | 0          |
| C. Wetklo      | 7          | 0          | 1           | 0          | 0                 | 0                 | 0                 | 0                 | 7        | 0      | 1           | 0          |